# Emmanuel Chukwudi Eze
Emmanuel Chukwudi Eze (18 de enero de 1963 - 30 de diciembre de 2007) fue un filósofo estadounidense, nacido en Nigeria, de ascendencia igbo. 
Eze es experto en filosofía poscolonial cuyo trabajo es una serie de historias poscoloniales de la filosofía en África, Europa y América. Fue investigador asociado en el Centro de Estudios Africanos de la Universidad de Cambbridge (1996-1997). Fue también profesor visitante distinguido en la New School of Social Research. Director de la nueva revista African Philosophy. Entre sus publicaciones se cuentan artículos sobre Hume, Kant y Habermas. También fue editor de dos volúmenes sobre las intersecciones de filosofía y racismo: Race and the Enlightenment (1996) y Africana Philosophy: An Antholgy. Las influencias en su trabajo incluyen
Paulin Hountondji, Richard Rorty, David Hume, y Immanuel Kant. Eze
fue docente de filosofía a l'Universidad DePaul, Chicago, donde también editó el periódico Philosophia Africana.

## El color de la razón
Eze dedicó parte de su trabajo a las teorías antropológicas y raciales de Kant, por lo cual fue duramente criticado, ya que la tradición filosófica no reconoce a otro Kant más que el de las Críticas. Se olvida por demás, que en el pensamiento de Kant, existe una raciología imperante. Es en obras como la Antropología desde un punto de vista pragmático o Acerca de las diferentes razas del hombre (1776) donde este pensamiento queda establecido. Algunos filósofos como Max Scheler, Martin Heidegger, Ernst Cassirer y Michel Foucault, retomaron la antropología Kantiana, pero no pusieron especial atención en su esencia raciológica. Otros intentos como el de Ronald Judy o Neugebauer, se mueven en la lógica de Kant, y no logran atacar el problema de fondo. 
En su trabajo, Eze trata de esclarecer los puntos de la teoría racial kantiana. En este sentido lo desglosa en tres partes:

##### 1. La opinión de Kant sobre la antropología
Para explicitar el racismo en las teorías de Kant, en primer lugar se debe esclarecer que es lo que el entendía por Antropología. En sus cursos dictados en la universidad, Kant establece que para lograr un estudio completo del "Hombre", se deben fusionar la filosofía moral, la geografía física, y la antropología. 
La geografía física es el estudio de las condiciones naturales de la tierra y lo que ella incluye. El hombre es una parte esencial en ella y su naturaleza se manifiesta de dos maneras. La externa (el cuerpo) la describe la geografía física, y es lo natural en el hombre. Aquí entran las clasificaciones de raza por color de piel, altura, "capacidades", y demás cualidades físicas. La interna (el alma) la describe la antropología, y son los aspectos psicológicos, por lo cual trata de acercarse a la estructura esencial de la humanidad. La filosofía moral entra al establecer que el hombre esta por encima de las demás criaturas por su conciencia del "Yo", y se toma como una entidad moral perfectible, un "ser que actúa libremente", con la habilidad de pensar y desear. 

##### 2. La doctrina de la "naturaleza humana" de Kant
La doctrina de lo que es la "naturaleza humana" de Kant, va de la mano con su lectura de las obras de Rousseau, en la que encuentra la idea de una "esencia fija" de la humanidad. 
Rousseau en la labor de encontrar esta "esencia", va dando saltos por la historia de la humanidad. En un principio el hombre vivía en la "era de las chozas", una era de "primitiva". El momento de cambio hacía lo que el llama la "humanidad civilizada" se da cuando el hombre crea el lenguaje y la sociedad, por lo cual llega a un "contrato civil", para el, estos serán creaciones artificiales. Rousseau habla de esta historia del hombre, pero parecería que entra en contradicción, ya que de su obra podríamos concluir que el aboga por un regreso a lo "primitivo" en el hombre, a lo natural, ya que para el, el arte y la ciencia, son un prejuicio de la moral.
Esta conclusión en interpretación de Rousseau no será la misma que Kant haga de sus lecturas. Kant menosprecia las conclusiones de Rousseau, lo corrige y le quita cualquier importancia positiva. Para el, el "estado natural" es un "reino del mal", y más bien lo que quiso decir Rousseau fue que habría que re-ver al hombre desde su estado actual. Con esto hace la distinción entre un "estado de naturaleza vulgar", y una "naturaleza humana", guiada por la razón moral y enalteciendo el carácter social, civilizado y moral de la humanidad.

##### 3. La teoría de "raza"
En sus "Observaciones sobre lo Bello y lo Sublime", Kant establece una clasificación taxonómica de las razas, basándose en lo que el denomina clases biológicamente originales y geográficamente distribuidas. Esto solo es el nombre "científico" que usa, ya que su clasificación en sí, gira en torno al color de la piel, lo cual para el, no solo es un atributo físico, sino que define la psicología y la moralidad de cada lugar y cultura. Así, los asiáticos (amarillos), los americanos (rojos) y los africanos (negros), tiene características diferentes entre ellos, pero son inferiores al europeo (blanco), ya que no poseen el "don" o "talento" natural, de lo moral, y de carácter y autoconsciencia y no pueden ser más que esclavizados o entrenados. La geografía "moral" condena todos los actos de estas razas "inferiores" ya que no son razonables, ni éticos, a la luz del pensamiento europeo. 
Por lo tanto, la preocupación de Kant en sus cursos sobre Antropología siempre fue la de establecer estas distinciones de raza y justificarlas "científicamente". Podemos entender entonces que la explicación del hombre o antropología de Kant, parte del ideal de hombre blanco, europeo y "civilizado", el cual para él, es superior a los demás.

## Trabajos principales
- On Reason: Rationality in a World of Cultural Conflict and Racism (2008) [ISBN 978-0-8223-4195-6]
- Achieving our Humanity: The Idea of the Postracial Future (2001), ISBN 0-415-92941-5.
- Race and the Enlightenment: A Reader (1997), ISBN 0-631-20137-8.
- Postcolonial African Philosophy: A Critical Reader (1997), ISBN 0-631-20340-0.
- African Philosophy: An Anthology, ISBN 0-631-20338-9.
- Pensamiento Africano (I): Ética y política, ISBN 84-7290-155-6.
- Pensamiento Africano (II): Filosofía, ISBN 84-7290-190-0.
- Pensamiento Africano (III): Cultura y Sociada, ISBN 84-7290-282-X.